# Алупка
Алу́пка (крим. Alupka) — місто в Україні, у складі Ялтинського району Автономної Республіки Крим.
Розташоване на Південному березі Криму (протяжність 4,5 км), за 17 км від Ялти, з якою має автобусне і морське сполучення.
З центром Криму та іншими населеними пунктами Алупка з'єднується автотрасами Севастополь—Ялта—Сімферополь—Феодосія; міський транспорт — один кільцевий маршрут автобуса. Відстань до Сімферополя становить 100 км і проходить автошляхом E105, із яким збігається М18.
Алупка — приморський кліматичний курорт Південного берега Криму, розташований на південному схилі Кримських гір, біля підніжжя гори Ай-Петрі.
Тимчасово окуповане російськими військами (з 2014 р.).

## Походження назви
Назва міста походить від грецького слова алепу, що в перекладі означає лисиця.

## Клімат
Клімат субтропічний середземноморський. Середня температура січня-лютого +3 °C ..+4°С, серпня +24,6° С. Опадів 400 мм в рік, кількість сонячних годин — 2 150 в рік, відносна вологість повітря 69 %. Купальний сезон триває з березня по жовтень (середня температура води влітку +22 .. +28° З).

## Історія

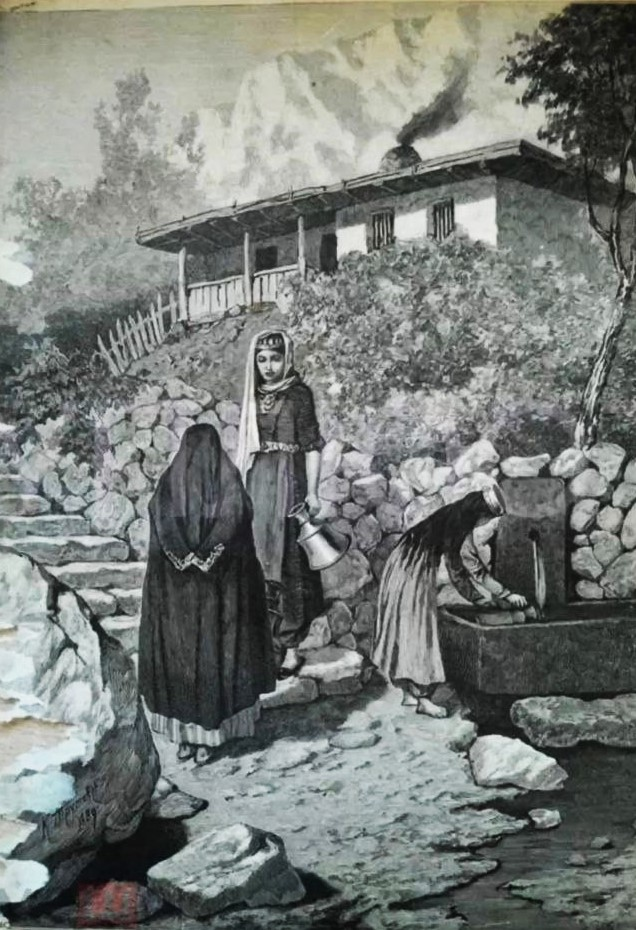
Кримськотатарські дівчини в Алупці на картині українського художника Трутовського К. О.

Якнайдавніше поселення на місці сучасної Алупки датується 8 тис. до н. е. Перша згадка в письмових джерелах про Алупку сягає Х ст. Поселення фігурує в ньому як «Алубіка».
У XIV—XV ст. тут знаходився генуезький опорний пункт на чорноморському узбережжі Лупіка.
Після опанування Криму Російською імперією (1783 р.), належала князю Григорію Потьомкіну, з 1823 р.- перейшла у володіння графу Михайлу Воронцову, для якого тут був споруджений палац.
За переписом 1897 року кількість мешканців зросла до 955 осіб (572 чоловічої статі та 383 — жіночої), з яких 223 — православної віри, 716 — магометанської.
На початку ХХ ст. Алупка стає популярним курортом, на території якого виникло близько 200 приватних курортних об'єктів. У різні роки тут лікувалися і відпочивали Федір Шаляпін, Максим Горький, Валерій Брюсов, Іван Бунін, Михайло Коцюбинський, Леся Українка, Олександр Кониський, Володимир Антонович, Тадей Рильський, Олександр Кошиць, Сергій Рахманінов та інші.
У 1902 засноване «Товариство санаторію для дітей в Алупці» — перший в Європі дитячий санаторій, нині Дитячий санаторій імені Олександра Боброва.
Після громадянської війни в Алупці було організовано 22 здравниці. У 20-30-х рр. XX ст. планомірно створювалася інфраструктура населеного пункту, будувалися курортні установи.
З 1938 р. Алупка — місто. До 1941 р. в місті функціонували 24 здравниці різного профілю, 3 різномовні школи, лікарня тощо. У 70-90-х рр. XX ст. на сході Алупки побудований пансіонат «Воронцов», а на заході — «Південнобережний».

## Населення
Національний склад Алупки за Всеукраїнським переписом населення 2001 р., у %:
| Національність      | Кількість осіб | %        |
| ------------------- | -------------- | -------- |
| Росіяни             | 5 666          | 64,79 %  |
| Українці            | 2 378          | 27,19 %  |
| Білоруси            | 159            | 1,82 %   |
| Кримські татари     | 144            | 1,65 %   |
| Вірмени             | 46             | 0,53 %   |
| Інші національності | 352            | 4,02 %   |
| Разом               | 8 745          | 100,00 % |

## Економіка
Зараз у місті 13 укрупнених здравниць, серед них одна з найбільших дитячих — санаторій, який носить ім'я свого засновника — професора О. Боброва (лікують кістково-суглобовий і урологічний туберкульоз).
В Алупці — відділення винрадгоспу «Лівадія», виробничо-демонстраційний комплекс ВО «Масандра» (цехи витримки міцних вин типу «Мадера», «Портвейн червоний» і виробничо-дегустаційний), лісництво.

## Освіта і культура
Діють 2 загальноосвітні і дитяча музична школи, республіканська санаторна школа-інтернат (лікування органів дихання), міський центр культури і дозвілля, база виробничо-художньої практики студентів Санкт-Петербурзької Академії мистецтв та 2 бібліотеки.
Республіканський навчальний заклад «Алупкинська загальноосвітня санаторна школа-інтернат І-ІІІ ступенів Міністерства освіти і науки, молоді та спорту Автономної Республіки Крим» або Алупкинська санаторна школа-інтернат має 258 учнів та 127 навчального персоналу. Мова викладання — російська.

## Охорона здоров'я
Діють лікарня та поліклініка.

## Туристична інфраструктура
Діють 2 готелі, відділення двох банків.

## Релігія
Є три релігійні общини (мусульманська, православна та євангельських християн-баптистів).

## Пам'ятки
У місті — Алупкінський державний палацово-парковий музей-заповідник; Алупкинський парк; музей заслуженого художника України Я. Басова; музей і бюст уродженця міста, двічі Героя Радянського Союзу льотчика Амет-Хан Султана; пам'ятник професору О. Боброву.
Ім'ям «Алупка» названа мала планета № 2508.

## Уродженці Алупки
- Айвазов Асан Сабрі (1878—1938) — кримськотатарський письменник, педагог, громадський діяч.
- Амет-Хан Султан (1920—1971) — радянський льотчик-ас, учасник Другої світової війни, двічі Герой Радянського Союзу. Національний герой кримськотатарського народу.
- Афузов Тохтар (1901—1942) — кримськотатарський художник, один з перших професіоналів у кримськотатарському образотворчому мистецтві.
- Величко Надія Григорівна (нар. 1955) — українська художниця.
- Князь Ігор Володимирович (нар. 1955) — віце-адмірал у запасі, командувач ВМС України (червень 2003 — березень 2006).
- Макаренко Олександр Андрійович(1920–2007) — український історик, дослідник історії міжнародних відносин України XX століття, міжнародного робітничого руху, доктор історичних наук (з 1965 року).
- Пучков Олексій (1991–2022) — український військовий, позивний Спорт, загинув 1 квітня 2022 року під час виконання бойового завдання в районі міста Курахове на Донеччині[9].

## Галерея

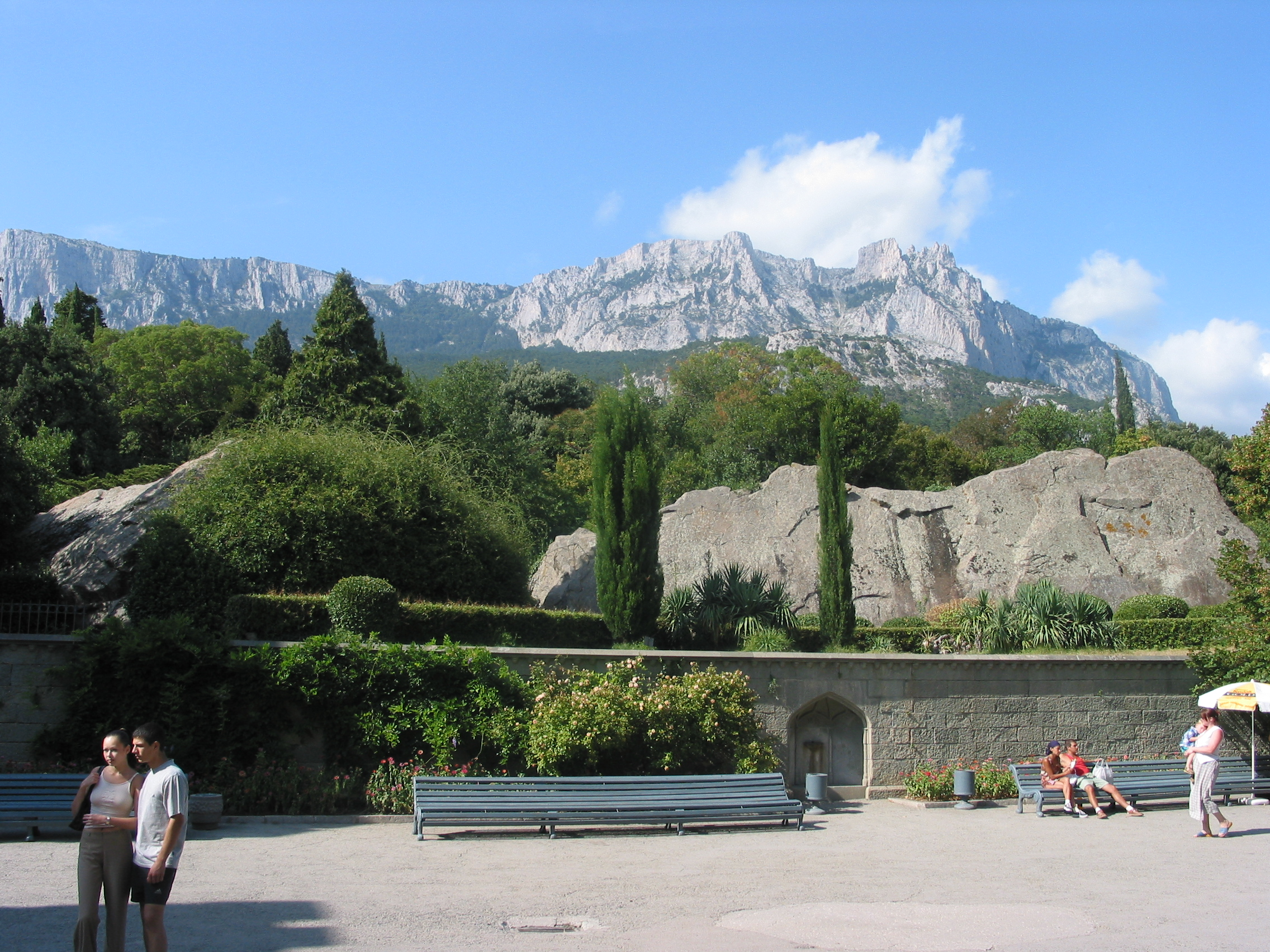
Алупкинський парк
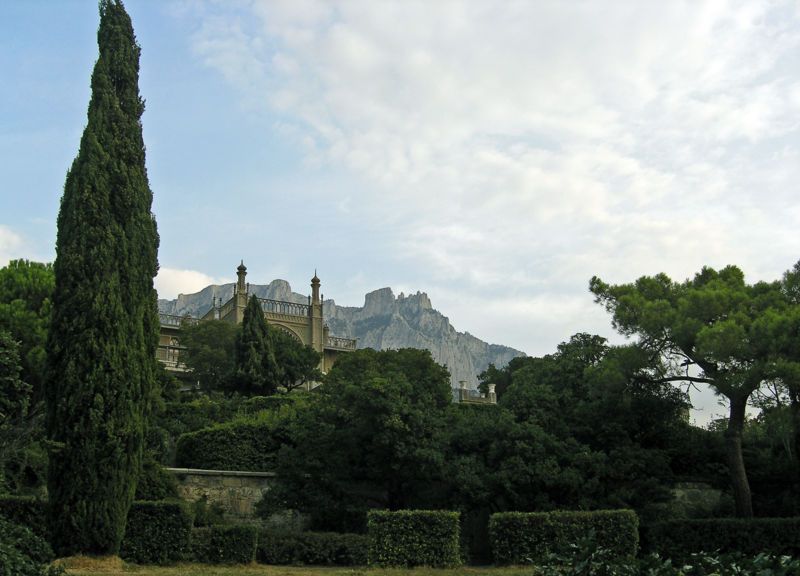
Воронцовський палац
Пам'ятник Амет-Хану Султану
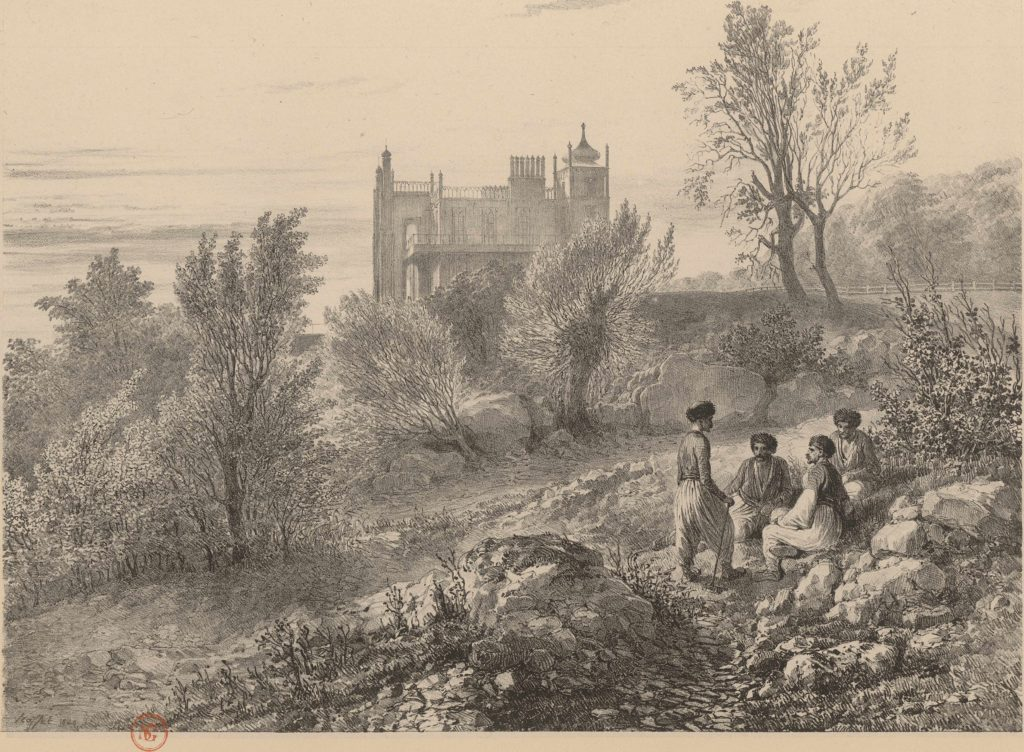
Вид на палац графа Воронцова